# So Many Ways
Albums de The Braxtons
Braxton Family Christmas
(2015)
Singles
1. So Many Ways
2. Only Love
Sortie : 23 novembre 1996
3. The Boss
Sortie : 1er mars 1997
4. Slow Flow

So Many Ways est le premier album du groupe américain The Braxtons, sorti le 13 août 1996.
Les principaux thèmes de album sont l'amour, le romantisme, mais également la place de la femme dans une relation amoureuse.
L'opus génère quatre singles : So Many Ways atteint la 83e place du Billboard Hot 100 en 1996, le 22e rang du Billboard R&B et la 32e position des classements anglais en janvier 1997. Only Love, qui atteint la 52e place du Billboard R&B / Hip-Hop Songs Chart[réf. nécessaire], The Boss, qui atteint la 1re marche du Billboard Dance / Club Play Chart en début d’année 1997 et Slow Flow, qui  culmine au 26e rang des classements britanniques en juillet 1997, devenant leur plus haut succès au Royaume-Uni.
"So Many Ways" atteint la 26e place du Billboard R&B/Hip-Hop Albums charts. Il s'érige à la 3e place Heatseekers Albums chart.

## Historique
Toni, Traci, Towanda, Trina et Tamar ont signé leur premier contrat d'enregistrement avec Arista Records en 1989 sous le nom de groupe The Braxtons. En 1990, le groupe sort son premier single, intitulé Good Life, qui est le seul et unique titre en tant que quintette. Good Life s’érige à la 79e place du Billboard Hot R & B / Hip-Hop Singles. Au moment de la sortie du single, les différences d'âge des membres ont créé un problème avec le marketing. Par la suite, The Braxtons se sépare de Arista Records.
En 1991, au cours d’un showcase avec Antonio "L. A." Reid et Kenneth "Babyface" Edmonds, qui étaient dans le processus de formation de LaFace Records, Toni Braxton, la cadette du groupe, a été choisie et signée comme première artiste féminine du label. À l'époque, les membres restants ont été informés que LaFace Records ne cherchait pas un autre groupe de fille, car il venait de signer TLC,.
Après le départ de Toni, du groupe en 1991, les membres restants sont devenus les choristes pour la première tournée américaine de Toni[réf. nécessaire]. Traci, Towanda, Trina et Tamar apparaissent également dans la vidéo du troisième single de leur sœur Toni Braxton, Sept Whole Days, extrait de son premier album éponyme album. En 1993, le vice-président de LaFace Records, Bryant Reid, a signé le groupe The Braxtons sur le label,. Toutefois, le groupe n'a jamais sorti un album ou un single pour ce label,. Lorsque Reid a ensuite travaillé pour Atlantic Records, il convainc les dirigeants de LaFace Records de reprendre le groupe et de le signer sur Atlantic Records,. Il a été rapporté dans le magazine Vibe que, en 1995, Traci Braxton avait quitté le groupe pour poursuivre une carrière en tant que conseiller auprès des jeunes[réf. nécessaire]. Cependant, il n'a pas été confirmé jusqu'à un aspect promotionnel 2011 sur le Mo'Nique Show, que Traci n'a pas été autorisé à signer avec Atlantic en raison de sa grossesse à l'époque.

## Singles
Le groupe publie son premier single So Many Ways atteint la 83e place du Billboard Hot 100 en 1996, le 22e rang du Billboard R&B et la 32e position des classements anglais en janvier 1997.
Le second extrait de l'opus est Only Love, qui atteint la 52e place du Billboard R&B / Hip-Hop Songs Chart[réf. nécessaire].
La troisième chanson de l'album à être dévoilé est The Boss, qui atteint la 1re marche du Billboard Dance / Club Play Chart en début d’année 1997.
Le quatrième et dernier morceau de l'enregistrement est Slow Flow, qui  culmine au 26e rang des classements britanniques en juillet 1997, devenant leur plus haut succès au Royaume-Uni.

## Performance commerciale
"So Many Ways" atteint la 26e place du Billboard R&B/Hip-Hop Albums charts. Il s'érige à la 3e place Heatseekers Albums chart.

## Liste des titres et formats
| No  | Titre                       | Producteur(s)                                    | Durée |
| --- | --------------------------- | ------------------------------------------------ | ----- |
| 1.  | So Many Ways                | Jermaine Dupri & Carl-So Love                    | 3:54  |
| 2.  | Slow Flow                   | Christopher Stewart & Sean K. Hall               | 4:24  |
| 3.  | Only Love                   | Allstar                                          | 4:25  |
| 4.  | I's Still Yes               | Daryl Simmons                                    | 4:42  |
| 5.  | L.A.D.I.                    | Christopher Stewart & Sean K. Hall               | 4:10  |
| 6.  | Take Home To Momma          | Jermaine Dupri                                   | 4:29  |
| 7.  | Where's The Good In Goodbye | Christopher Stewart & Sean K. Hall               | 5:23  |
| 8.  | What Does It Take           | Allstar                                          | 5:26  |
| 9.  | Girl On The Side            | Christopher Stewart & Sean K. Hall               | 4:42  |
| 10. | In A Special Way            | John Howcott, Emmanuel Officer & Donald K. Parks | 4:55  |
| 11. | Never Say Goodbye           | John Howcott, Emmanuel Officer & Donald K. Parks | 3:09  |
| 12. | The Boss                    | Masters At Work                                  | 9:41  |

## Classement hebdomadaire
| Classement (1996)            | Position position |
| ---------------------------- | ----------------- |
| Billboard R&B/Hip-Hop Albums | 26                |
| Heatseekers Albums           | 3                 |